# Harold Pyman

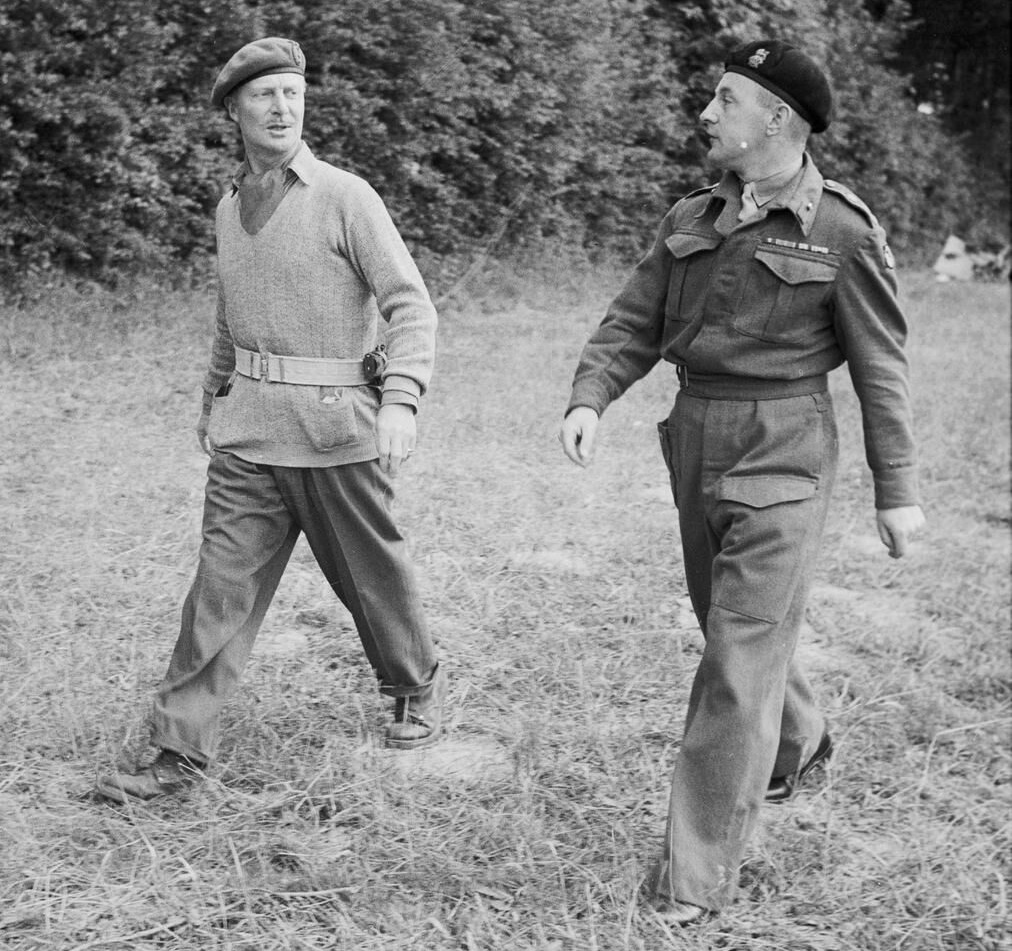
Brigadegeneral Harold Pyman (rechts) mit Generalleutnant Gerard Bucknall (1944)

Sir Harold English „Pete“ Pyman, GBE, KCB, DSO&Bar (* 12. März 1908; † 9. Oktober 1971) war ein britischer General der British Army, der zuletzt zwischen 1961 und 1963 Oberkommandierender der Alliierten Streitkräfte der NATO in Nordeuropa AFNORTH (Allied Forces Northern Europe) war.

## Leben

### Offizier und Zweiter Weltkrieg
Pyman begann nach dem Besuch des Fettes College in Edinburgh ein Studium am Clare College der University of Cambridge, das er mit einem Master of Arts (M.A.) beendete. 1929 wurde er Angehöriger des Royal Tank Regiment (RTC) und nahm 1937 an Einsätzen in der Region der North West Frontier in Britisch-Indien teil. Danach wurde er 1938 zum Kavallerieregiment 17th/21st Lancers versetzt, um bei der Umstellung von einem Kavallerie- zu einem Panzerregiment zu unterstützen. Dort erfolgte 1938 seine Beförderung zum Hauptmann sowie im Anschluss 1939 ein Studium am Command and Staff College in Quetta, an dem er im Anschluss zwischen 1939 und 1941 als Instrukteur verblieb. Während des Zweiten Weltkrieges wurde er 1941 stellvertretender Kommandeur des 6. Panzerregiments und nahm mit diesem am Afrikafeldzug teil. Für seine Verdienste wurde er dort erstmals im Kriegsbericht erwähnt (Mentioned in dispatches). Danach war er Generalstabsoffizier der zum XXX. Korps (XXX Corps) der Achten Armee (Eighth Army) gehörenden 7. Panzerdivision (7th Armoured Division) und wurde für seine Verdienste bei weiteren Kampfeinsätzen in Nordafrika mit dem DSO ausgezeichnet.
Danach war Pyman Kommandeur (Commanding Officer) des 3. Panzerregiments (3rd Royal Tank Regiment), welches zur 10. Panzerdivision (10th Armoured Division) der Achten Armee gehörte, und erhielt für seine dortigen eine Spange (Bar) zum DSO. Nach seiner Rückkehr war er zwischen 1943 und 1944 Brigadegeneral für Ausbildung im Generalstab der Heimatstreitkräfte (Home Forces) sowie im Anschluss 1944 Brigadegeneral im Stab des XXX. Korps bei der Operation Overlord, der alliierten Landung in der Normandie, und wurde für seine dortigen Verdienste Commander des Order of the British Empire (CBE). Danach war er zwischen 1944 und 1945 Chef des Stabes der in Nordwesteuropa operierenden Zweiten Armee (Second Army) und war als solcher verantwortlich für Planung und Überquerung des Rheins, wofür er abermals im Kriegsbericht erwähnt wurde.

### Nachkriegszeit und Aufstieg zum General
Nach Kriegsende fungierte Pyman vom 13. August 1945 bis zum 20. Mai 1946 als Chef des Stabes der Alliierten Landstreitkräfte in Südostasien (Allied Land Forces in South East Asia) sowie im Anschluss kurzzeitig als stellvertretender Leiter der Abteilung Stabsdienste im Kriegsministerium (War Office), ehe er von 1946 bis 1949 Chef des Stabes der Landstreitkräfte im Mittleren Osten (Middle East Land Forces). Nach seiner Beförderung zum Generalmajor 1949 war er zwischen August 1949 und April 1951 Kommandeur GOC (General Officer Commanding) der 56. Londoner Panzerdivision (56th (London) Armoured Division) sowie danach von 1951 bis 1953 Generaldirektor für Kampffahrzeuge im Beschaffungsministerium (Ministry of Supply) und als solcher zuständig für die Anschaffung von Fahrzeugen für die drei Teilstreitkräfte. Im Anschluss folgte zwischen 1953 und 1955 eine Verwendung als Kommandeur der zur Rheinarmee BAOR (British Army on the Rhine) gehörenden 11. Panzerdivision (11th Armoured Division) in Deutschland sowie von April 1955 bis Mai 1956 als Leiter der Abteilung Bewaffnung und Entwicklung im Kriegsministerium.
Daraufhin war Pyman als Nachfolger von Generalleutnant Hugh Stockwell zwischen 1956 und seiner Ablösung durch Generalleutnant Michael West 1958 Kommandierender General des ebenfalls in Deutschland stationierten I. Korps (I Corps) und erhielt in dieser Verwendung 1957 seine Beförderung zum Generalleutnant. Am 1. Januar 1958 wurde er Knight Commander des Order of the Bath (KCB) und führte fortan das Prädikat „Sir“. 1958 wurde er Nachfolger von General Richard Hull als stellvertretender Chef des Imperialen Generalstabes (Deputy Chief of the Imperial General Staff) und war als solcher bis zu seiner Ablösung durch General John d’Arcy Anderson 1961 Vertreter des damaligen Chefs des Imperialen Generalstabes, Field Marshal Francis Festing. Er war zudem von 1958 bis 1965 Oberstkommandant des Royal Tank Regiment. Nach seiner Beförderung zum General 1961 wurde er am 5. Juli 1961 Nachfolger von General Horatius Murray als Oberkommandierender der Alliierten Streitkräfte der NATO in Nordeuropa AFNORTH (Allied Forces Northern Europe). Am 8. Juni 1963 wurde er zum Knight Grand Cross des Order of the British Empire (GBE) erhoben. Im September 1963 erlitt er einen schweren Schlaganfall und wurde deshalb am 18. November 1963 von General Robert Bray als Oberkommandierender von AFNORTH abgelöst. Er fungierte zwischen 1963 und 1966 allerdings noch als Oberstkommandant des Royal Armoured Corps (RAC).
1964 schied Pyman aus dem aktiven Militärdienst aus und trat in den Ruhestand. Er war zudem Honorary Colonel der Berkshire and Westminster Dragoons (2 Company of London Yeomanry) der Territorialarmee (Territorial Army), der heutigen Heeresreserve (Army Reserve). Sein Sohn Harold Anthony McArthur Pyman diente als Major bei den Life Guards.

## Veröffentlichung
- Call to arms, Verlag Leo Cooper, London, 1971